# مونيكا دي جينارو
مونيكا دي جينارو (بالإيطالية: Monica De Gennaro)‏ (8 يناير 1987 في إيطاليا - ) هي لاعب كرة طائرة شاطئية ولاعبة كرة طائرة إيطاليا في مركز ليبرو ‏. شاركت في الكرة الطائرة في الألعاب الأولمبية الصيفية 2016 والألعاب الأولمبية الصيفية 2012. ولعبت مع إيموكو فولي.

## وصلات خارجية
- مونيكا دي جينارو على موقع الاتحاد الدولي beach volleyball database (الإنجليزية)
- مونيكا دي جينارو على موقع الاتحاد الأوروبي (الإنجليزية)
- مونيكا دي جينارو على موقع عالم الكرة الطائرة (الإنجليزية)
- مونيكا دي جينارو على موقع دوري الدرجة الأولى الإيطالي للكرة الطائرة - سيدات (الإيطالية)
- مونيكا دي جينارو على موقع اللجنة الأولمبية الدولية (الإنجليزية)
- مونيكا دي جينارو على موقع أوليمبيديا (الإنجليزية)